# Ivo Rusev
Ivo Rusev –en búlgaro, Иво Русев– (14 de junio de 1962) es un deportista búlgaro que compitió en remo. Participó en los Juegos Olímpicos de Moscú 1980, obteniendo una medalla de bronce en la prueba de cuatro scull.

## Palmarés internacional
| Juegos Olímpicos | Juegos Olímpicos | Juegos Olímpicos  | Juegos Olímpicos |
| Año              | Lugar            | Medalla           | Prueba           |
| ---------------- | ---------------- | ----------------- | ---------------- |
| 1980             | Moscú (URSS)     | Medalla de bronce | Cuatro scull     |